# Lasioptera obfuscata
Lasioptera obfuscata är en tvåvingeart som först beskrevs av Johann Wilhelm Meigen 1818.  Lasioptera obfuscata ingår i släktet Lasioptera och familjen gallmyggor.
Artens utbredningsområde är Tyskland. Inga underarter finns listade i Catalogue of Life.